# Регіональні лінії Білоруської залізниці
Регіональні лінії (біл. Рэгіянальныя лініі) — система регіонального залізничного транспорту Білорусі. 
Залежно від швидкості руху і кількості зупинок розрізняються на бізнес- і економ-класи.

## Історія
2010 году Білоруська залізниця анонсувала ідею створення нового формату залізничних перевезень, які б поділялися на міські, регіональні (бізнес- і економкласи), міжрегіональні (бізнес і економкласи), міжнародні та комерційні лінії. З 2010 року діють міські лінії. Перший поїзд регіональних ліній бізнескласу відправився о 12:43 (UTC +3) 19 листопада 2011 року з Берестя. 
З 1 травня 2012 року діють регіональні лінії економ-класу. Крім того, у 2014 році призначені міжрегіональні лінії бізнескласу, які сполучають Мінськ з Вітебськом (№ 703/704), Гомелем (№ 707/708, 709/710) та Берестям (№ 701/702). З 17 серпня 2016 року призначено поїзд міжрегіональних ліній бізнескласу Мінськ — Гомель (№ 716/715), з 9 грудня 2018 року призначено поїзд, що сполучає Мінськ з Гродно (№ 731/732).

## Маршрути регіональних ліній бізнес-класу
| №                                  | Маршрут                                      | Дата початку курсування                                                              |
| ---------------------------------- | -------------------------------------------- | ------------------------------------------------------------------------------------ |
| 761/762, 763/764, 765/766          | Барановичі — Берестя — Барановичі            | 19 листопада 2011                                                                    |
| 751/752, 753/754, 755/756, 757/758 | Мінськ — Барановичі — Мінськ                 | 19 листопада 2011                                                                    |
| 732/731, 734/733, 736/735, 738/737 | Мінськ — Орша — Мінськ                       | 23 грудня 2011                                                                       |
| 781/782, 783/784 786/785, 788/787  | Орша — Кричев — Комунари Могильов — Комунари | 26 серпня 2012                                                                       |
| 741/742, 743/744, 745/746          | Мінськ — Осиповичи — Бобруйськ — Жлобин      | 5 квітня 2013                                                                        |
| 716/715                            | Мінськ — Гомель — Мінськ                     | 17 серпня 2016                                                                       |
| 731/732                            | Мінськ — Гродно                              | 9 грудня 2018                                                                        |
|                                    | Мінськ — Молодечно                           | 1 червня 2014. З 2 червня 2016 года потяги регіональних ліній бізнес-класу скасовані |

## Регіональні лінії економ-класу
З 3 листопада 2012 року, у зв'язку з введенням на Білоруській залізниці нового формату, на всіх колишних приміських маршрутах, присвоєно статус потягам регіональних ліній економ-класу, прискореним потягам дана приставка бізнес-класу, міжнародні потяги стали оголошуватися як потяги міжнародних ліній.

## Рухомий склад
Основні статті: ЕПр, ДП1, ДП3, ЕР9 (М,Е,Т,Тм), ДР1 (П,А,Б)
З 2011 року для регіональних ліній бізнес-класу Білоруської залізниці придбано чотирьохвагонні і 6 п'ятивагонних електропотягів ЕПр (Stadler FLIRT) виробництва швейцарської компанії Stadler Rail. Для експлуатації на неелектрифікованих лініях впродовж 2012—2013 років придбано 6 автомотрис ДП1 (620M) спільного виробництва польської холдингової компанії Pesa Bydgoszcz та Белкомунмаш. Автомотриси ДП1 експлуатуються на маршрутах регіональних ліній економ-класу (Калинковичі — Хойники, Калинковичі — Словечно, Мінськ — Національний аеропорт, Могильов — Кричев) і бизнес-класу (Орша — Погодіно). Всього до 2015 року було передбачено придбати 20 дизель-потягів ДП1. Крім того, один з трьох побудованих для міжрегіональних ліній дизель-поїздів ДП3 (730M) з 7 листопада 2014 року по квітень 2015 року експлуатувався на регіональному маршруті економ-класу Мінськ — Національный аеропорт.

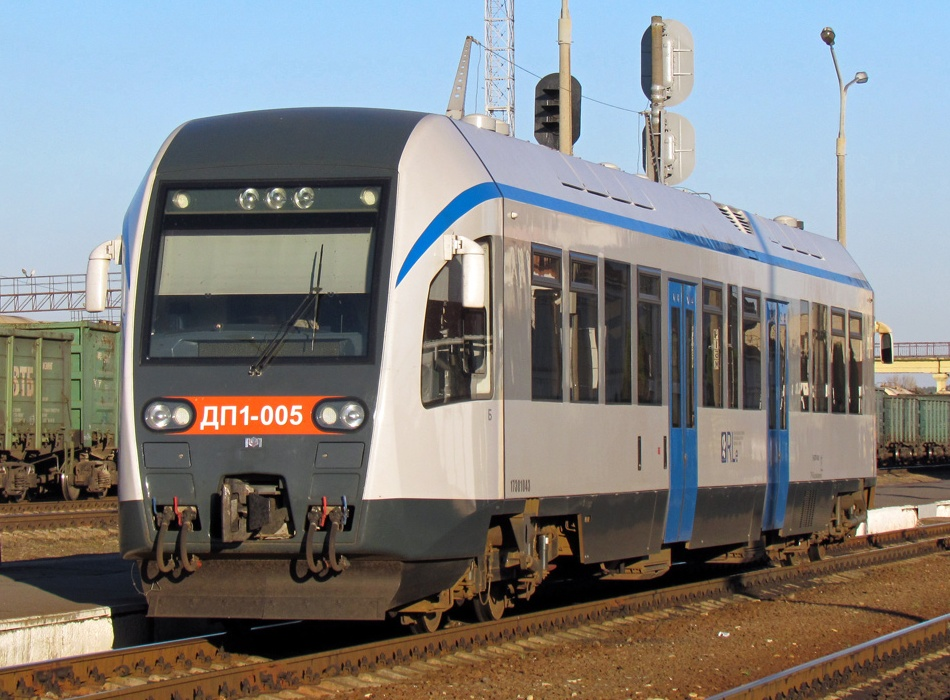
ДП1
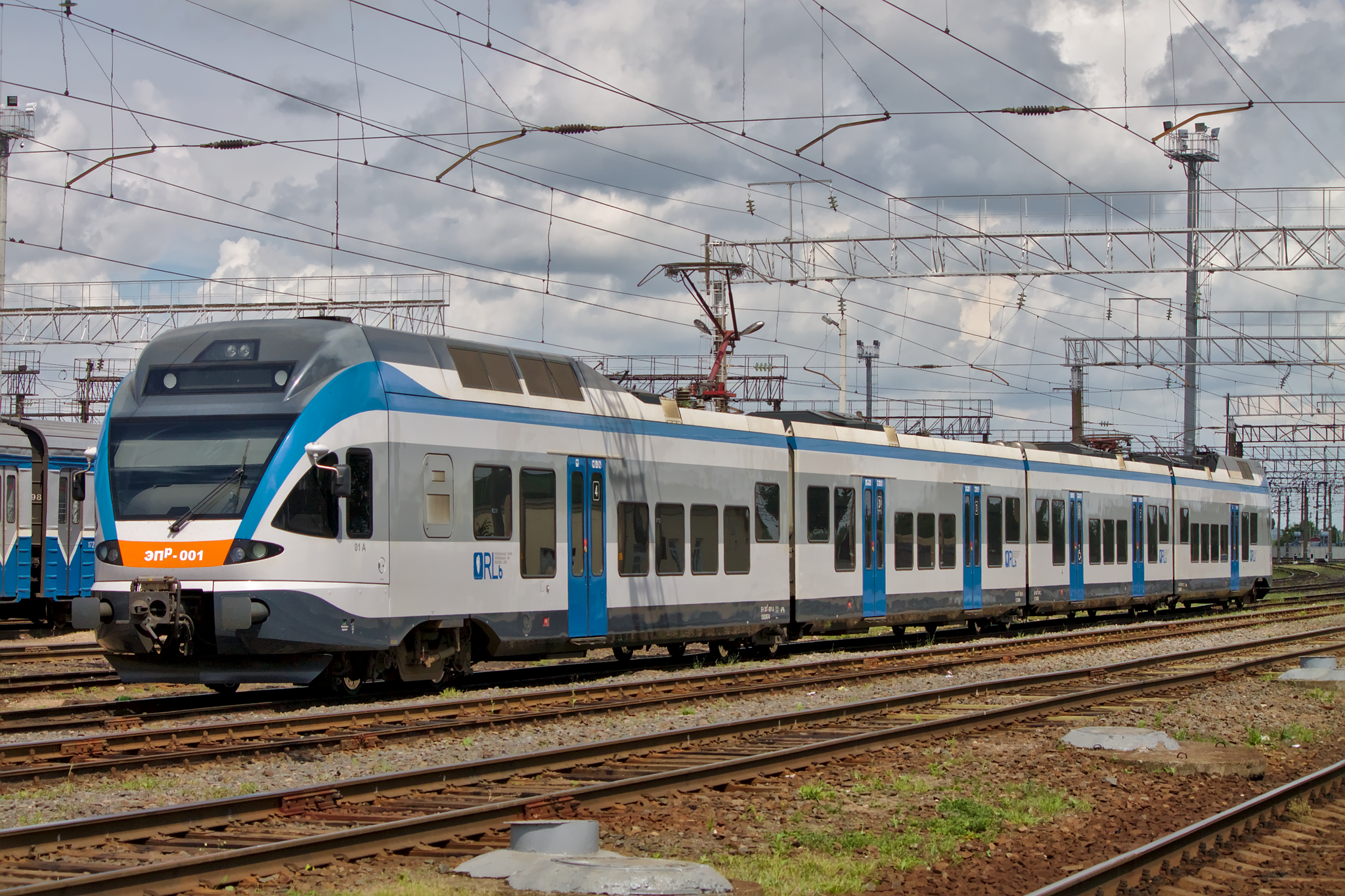
ЕПр
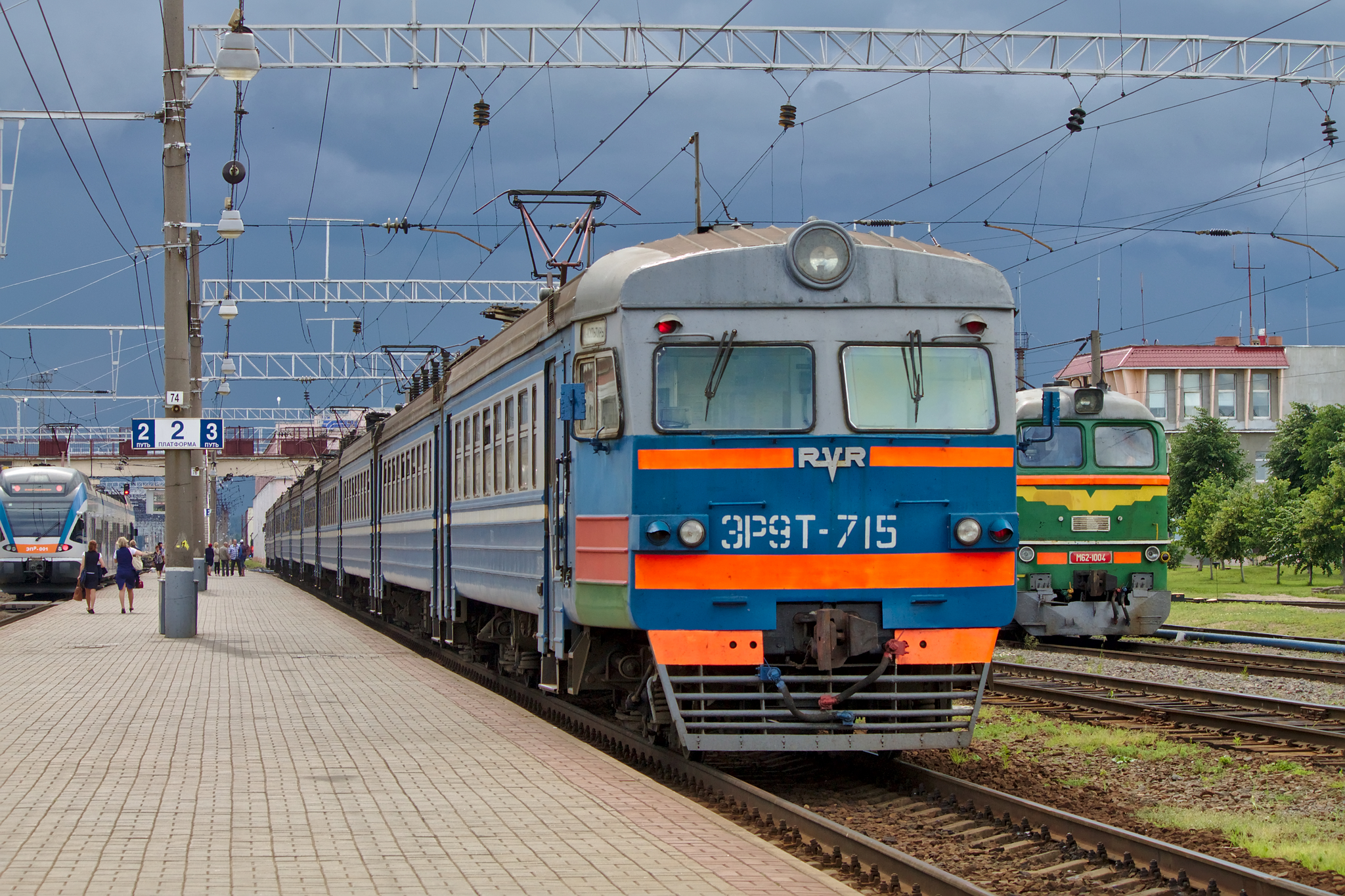
ЕР9
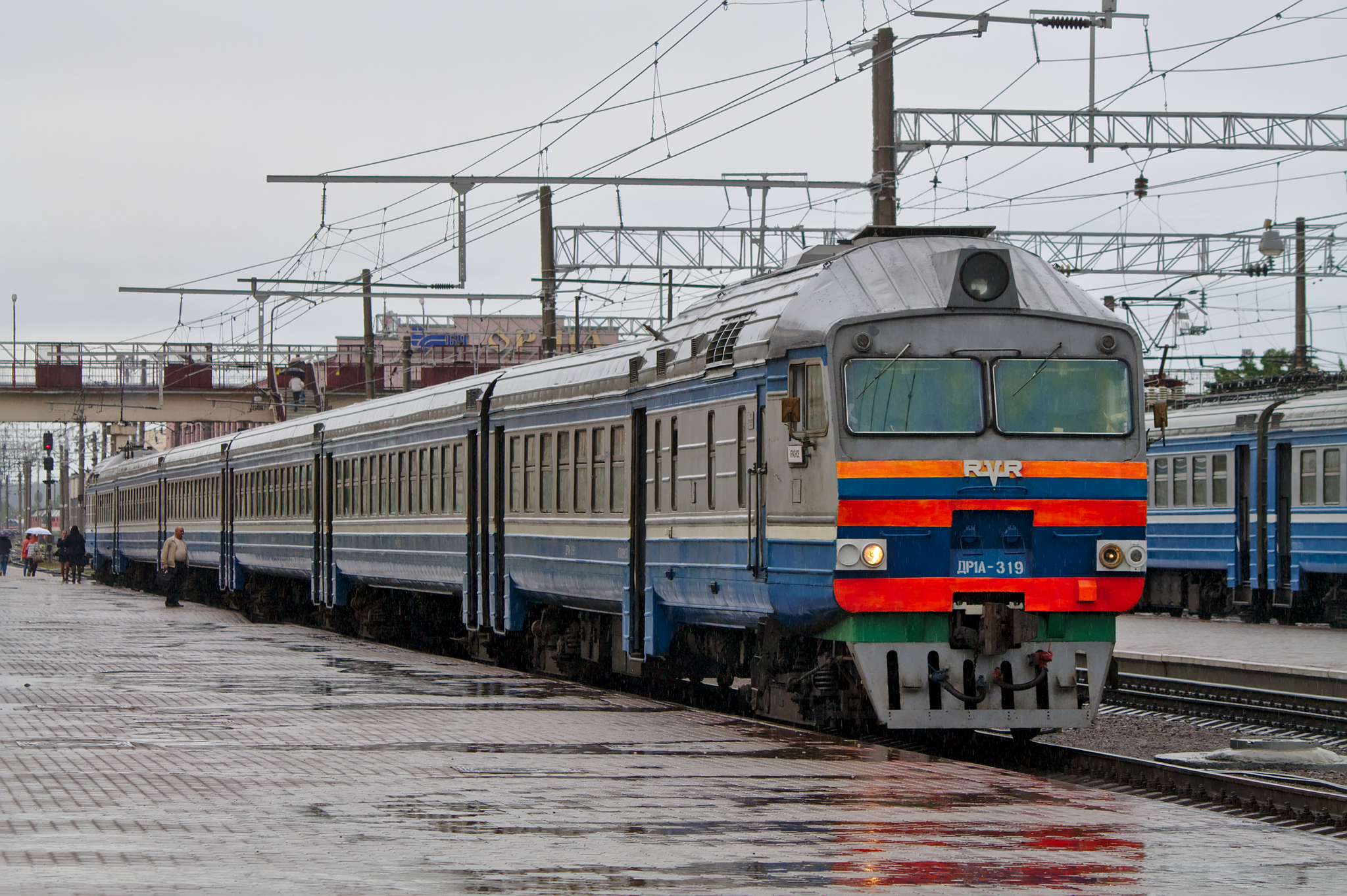
ДР1А